# Callejeros (programa de televisión)
Callejeros es un programa de televisión español de reportajes que se emite en Cuatro. En el programa, los reporteros recorren el país cámara en mano para buscar las sorprendentes historias que se viven en los barrios y pueblos, dando voz a las personas que las protagonizan.
Emitido desde el 11 de noviembre de 2005 en la noche de los viernes de la cadena, el programa se mantuvo en antena, con gran éxito de audiencia y míticas referencias televisivas, hasta el 25 de marzo de 2014.
En noviembre de 2023, y tras casi diez años desde su última emisión, Mediaset España anunció la vuelta del formato a Cuatro con un renovado equipo de reporteros. Esta nueva etapa del programa fue estrenada el 6 de marzo de 2024. Esta nueva etapa del programa se denomina "Callejeros 2.0" en la plataforma Mitele.

## Reporteros
| Reporteros             | Temporadas | Temporadas | Temporadas | Temporadas | Temporadas | Temporadas | Temporadas | Temporadas | Temporadas | Temporadas | Temporadas |
| Reporteros             | 1          | 2          | 3          | 4          | 5          | 6          | 7          | 8          | 9          | 10         | 11         |
| ---------------------- | ---------- | ---------- | ---------- | ---------- | ---------- | ---------- | ---------- | ---------- | ---------- | ---------- | ---------- |
| Nacho Medina           |            |            |            |            |            |            |            |            |            |            |            |
| Fanny Boehm            |            |            |            |            |            |            |            |            |            |            |            |
| Silvia Ruiz            |            |            |            |            |            |            |            |            |            |            |            |
| Adolfo Zarandieta      |            |            |            |            |            |            |            |            |            |            |            |
| Anteriores reporteros  |            |            |            |            |            |            |            |            |            |            |            |
| Alejandra Andrade      |            |            |            |            |            |            |            |            |            |            |            |
| Carlos Cachafeiro      |            |            |            |            |            |            |            |            |            |            |            |
| Víctor Cerdán          |            |            |            |            |            |            |            |            |            |            |            |
| Beatriz Díaz           |            |            |            |            |            |            |            |            |            |            |            |
| Jalis de la Serna      |            |            |            |            |            |            |            |            |            |            |            |
| Marisa Fernández       |            |            |            |            |            |            |            |            |            |            |            |
| Georgina Ferri Tordera |            |            |            |            |            |            |            |            |            |            |            |
| Mercedes Forner        |            |            |            |            |            |            |            |            |            |            |            |
| Sara Jiménez           |            |            |            |            |            |            |            |            |            |            |            |
| Sonia López            |            |            |            |            |            |            |            |            |            |            |            |
| Pedro Mardones         |            |            |            |            |            |            |            |            |            |            |            |
| Álvaro Martín          |            |            |            |            |            |            |            |            |            |            |            |
| Paula Olivares         |            |            |            |            |            |            |            |            |            |            |            |
| Lucía Pérez Valero     |            |            |            |            |            |            |            |            |            |            |            |
| Sara Puertas           |            |            |            |            |            |            |            |            |            |            |            |
| Esther Vicente         |            |            |            |            |            |            |            |            |            |            |            |

## Formato
Los reportajes suelen tratar temas relevantes de interés social a partir de grabaciones y entrevistas a personas anónimas relacionadas con el tema a tratar. Generalmente la temática del programa aborda asuntos conflictivos, marginales o polémicos, aunque también se exponen realidades de personas adineradas, famosas o peculiares.
Sus reportajes son tan variados que pueden tratar sobre el consumo de drogas, la pobreza o conflictos vecinales, así como la prostitución, el lujo, el ocio juvenil o los accidentes y controles de tráfico, entre otros.
El trabajo previo a la grabación consiste en que el director elabora una estructura previa al reportaje, pero no redacta ningún guion.
Respecto a su técnica de realización, hace uso del Plano Secuencia (un único plano y sin recortes).
Por otro lado, destacar que el programa se vio envuelto en una polémica tras la emisión de un reportaje en el que se realizaba un control de alcoholemia, en el que una joven con evidente estado de embriaguez afirmaba que las mujeres toleraban peor el alcohol.
Además de emitir sus reportajes de estreno en Cuatro, en su primera etapa (2005-2014) el programa también emitía reposiciones en otros canales de Mediaset España, como en Be Mad, Divinity, Energy, LaSiete, Nueve e incluso en Telecinco.

## Producción
Tras el final de la tercera temporada, por problemas entre la cadena y la productora Mediapro, el formato pasa a ser producido por una nueva productora, Molinos de Papel, fundada por la entonces directora del programa Carolina Cubillo.
El programa alcanzó gran popularidad, convirtiéndose en uno de los formatos más exitosos de Cuatro, debido a las icónicas y peculiares frases que decían los protagonistas de los reportajes.
Algunas de las más memorables son: «Pim, pam, toma lacasitos», «¿A quién no le va a gustar un Baptisterio Romano del Siglo I?», «¡A robar carteras!», «¡El niño este se come la crisis!», «¡Te voy a decir una cosa, dos escopetas tengo!», «Vengo de tirarme a una prostituta», «¡Cuando te vea te voy a decir una cosa que no te va a gustar!», «La pistola cuando se saca es para disparar, el que la saca para enseñarla es un parguela», «Si no  bebo agua, me asfixio» y «Trabajo en una fábrica de ventiladores, vivo del aire».

## Reportajes

### Temporada 1
| N.º Serie | N.º Temp. | Título                     | Fecha de emisión        | Audiencia        | Clasificación |
| --------- | --------- | -------------------------- | ----------------------- | ---------------- | ------------- |
| 1         | 1         | «Simplemente María»        | 11 de noviembre de 2005 | 525 000 (4,3%)   |               |
| 2         | 2         | «¡A la orden!»             | 18 de noviembre de 2005 | 570 000 (4,9%)   |               |
| 3         | 3         | «Miedo al pollo»           | 25 de noviembre de 2005 | 433 000 (4,5%)   |               |
| 4         | 4         | «La casa del cura»         | 2 de diciembre de 2005  | 466 000 (3,9%)   |               |
| 5         | 5         | «Puente en el camping»     | 9 de diciembre de 2005  | 448 000 (4,0%)   |               |
| 6         | 6         | «¿Dulce hogar?»            | 16 de diciembre de 2005 | 567 000 (5,0%)   |               |
| 7         | 7         | «Once mujeres en clausura» | 23 de diciembre de 2005 | 567 000 (4,9%)   |               |
| 8         | 8         | «Mundo submarino»          | 30 de diciembre de 2005 | 495 000 (4,1%)   |               |
| 9         | 9         | «Adiós a la casa del cura» | 13 de enero de 2006     | 924 000 (5,3%)   |               |
| 10        | 10        | «Depósitos de interés»     | 20 de enero de 2006     | 766 000 (4,5%)   |               |
| 11        | 11        | «Al margen del Turia»      | 27 de enero de 2006     | 907 000 (5,0%)   |               |
| 12        | 12        | «Sin retrete»              | 3 de febrero de 2006    | 819 000 (4,9%)   |               |
| 13        | 13        | «Sexo en la ciudad»        | 10 de febrero de 2006   | 1 341 000 (8,0%) |               |
| 14        | 14        | «Cinco euros y pico»       | 17 de febrero de 2006   | 771 000 (4,5%)   |               |
| 15        | 15        | «El polígono del caos»     | 24 de febrero de 2006   | 647 000 (5,6%)   |               |
| 16        | 16        | «Botellón y botellona»     | 3 de marzo de 2006      | 819 000 (4,8%)   |               |
| 17        | 17        | «El puerto de la luz»      | 6 de marzo de 2006      | 611 000 (4,5%)   |               |
| 18        | 18        | «Sevilla okupada»          | 10 de marzo de 2006     | 912 000 (5,5%)   |               |
| 19        | 19        | «Maneras de vivir»         | 17 de marzo de 2006     | 1 295 000 (7,5%) |               |
| 20        | 20        | «Bueno, bonito y robado»   | 24 de marzo de 2006     | 1 238 000 (7,6%) |               |
| 21        | 21        | «Bienvenidos»              | 31 de marzo de 2006     | 561 000 (3,8%)   |               |
| 22        | 22        | «¡Alto policía!»           | 7 de abril de 2006      | 1 080 000 (7,1%) |               |
| 23        | 23        | «Taxi libre»               | 14 de abril de 2006     | 748 000 (6,7%)   |               |
| 24        | 24        | «Gente corriente»          | 21 de abril de 2006     | 1 080 000 (7,0%) |               |
| 25        | 25        | «Más que 3000»             | 28 de abril de 2006     | 914 000 (6,6%)   |               |
| 26        | 26        | «Hospital de animales»     | 5 de mayo de 2006       | 748 000 (5,2%)   |               |
| 27        | 27        | «Gran corazón»             | 12 de mayo de 2006      | 748 000 (5,4%)   |               |
| 28        | 28        | «Fuera de lo normal»       | 19 de mayo de 2006      | 748 000 (5,7%)   |               |
| 29        | 29        | «Gente de colección»       | 26 de mayo de 2006      | 623 000 (4,9%)   |               |
| 30        | 30        | «Se vende droga»           | 9 de junio de 2006      | 914 000 (7,1%)   |               |
| 31        | 31        | «La pasión del mundial»    | 16 de junio de 2006     | 790 000 (6,0%)   |               |
| 32        | 32        | «¡A por ellos, oé!»        | 23 de junio de 2006     | 457 000 (5,0%)   |               |
| 33        | 33        | «La vida en juego»         | 30 de junio de 2006     | 748 000 (7,2%)   |               |
| 34        | 34        | «Buscavidas»               | 7 de julio de 2006      | 540 000 (5,3%)   |               |
| 35        | 35        | «Vamos a la playa»         | 14 de julio de 2006     | 623 000 (6,3%)   |               |
| 36        | 36        | «Quiero un camión»         | 21 de julio de 2006     | 623 000 (6,5%)   |               |
| 37        | 37        | «Doñana reserva»           | 28 de julio de 2006     | 505 000 (5,4%)   |               |

### Temporada 2
| N.º Serie | N.º Temp. | Título                             | Fecha de emisión         | Audiencia         | Clasificación |
| --------- | --------- | ---------------------------------- | ------------------------ | ----------------- | ------------- |
| 1         | 38        | «Síndrome de Diógenes»             | 8 de septiembre de 2006  | 1 078 000 (7,3%)  |               |
| 2         | 39        | «El barrio de la Viña»             | 15 de septiembre de 2006 | 1 493 000 (10,6%) |               |
| 3         | 40        | «En otro cuerpo»                   | 22 de septiembre de 2006 | 1 640 000 (11,0%) |               |
| 4         | 41        | «Barrios aislados»                 | 29 de septiembre de 2006 | 1 103 000 (7,5%)  |               |
| 5         | 42        | «Salto a la cárcel de Carabanchel» | 6 de octubre de 2006     | 805 000 (5,1%)    |               |
| 6         | 43        | «¡Tensión!»                        | 13 de octubre de 2006    | 877 000 (5,7%)    |               |
| 7         | 44        | «Quiero mi casa»                   | 20 de octubre de 2006    | 1 633 000 (9,8%)  |               |
| 8         | 45        | «Otra Ibiza»                       | 27 de octubre de 2006    | 2 023 000 (12,2%) |               |
| 9         | 46        | «Extraordinario»                   | 3 de noviembre de 2006   | 1 433 000 (8,3%)  |               |
| 10        | 47        | «Emergencias»                      | 10 de noviembre de 2006  | 1 264 000 (7,8%)  |               |
| 11        | 48        | «Nos vigilan»                      | 17 de noviembre de 2006  | 1 155 000 (7,5%)  |               |
| 12        | 49        | «Pastillas para no dormir»         | 24 de noviembre de 2006  | 1 621 000 (9,6%)  |               |
| 13        | 50        | «Sexo a la vista»                  | 1 de diciembre de 2006   | 1 404 000 (8,4%)  |               |
| 14        | 51        | «Lavapiés»                         | 8 de diciembre de 2006   | 1 288 000 (8,4%)  |               |
| 15        | 52        | «La casa de mi vida»               | 15 de diciembre de 2006  | 1 484 000 (9,2%)  |               |
| 16        | 53        | «Puro lujo»                        | 29 de diciembre de 2006  | 1 064 000 (6,6%)  |               |
| 17        | 54        | «Callejeros 2006»                  | 5 de enero de 2007       | 1 203 000 (8,3%)  |               |
| 18        | 55        | «Abandonados»                      | 12 de enero de 2007      | 1 222 000 (7,1%)  |               |
| 19        | 56        | «El arrecife»                      | 19 de enero de 2007      | 1 018 000 (6,6%)  |               |
| 20        | 57        | «El Albayzín»                      | 26 de enero de 2007      | 1 511 000 (8,0%)  |               |
| 21        | 58        | «Niños en la calle»                | 2 de febrero de 2007     | 1 348 000 (7,8%)  |               |
| 22        | 59        | «Problemas adolescentes»           | 9 de febrero de 2007     | 1 261 000 (7,4%)  |               |
| 23        | 60        | «Los últimos de Madrid»            | 16 de febrero de 2007    | 1 261 000 (7,4%)  |               |
| 24        | 61        | «El Salobral»                      | 23 de febrero de 2007    | 1 507 000 (9,0%)  |               |
| 25        | 62        | «Hospital»                         | 2 de marzo de 2007       | 1 260 000 (7,8%)  |               |
| 26        | 63        | «Vagabundos»                       | 9 de marzo de 2007       | 1 461 000 (8,8%)  |               |
| 27        | 64        | «Se alquila»                       | 16 de marzo de 2007      | 1 434 000 (9,0%)  |               |
| 28        | 65        | «Cañada Real Galiana»              | 23 de marzo de 2007      | 1 518 000 (9,8%)  |               |
| 29        | 66        | «Vida interior»                    | 30 de marzo de 2007      | 1 342 000 (8,6%)  |               |
| 30        | 67        | «Casas de ricos»                   | 6 de abril de 2007       | 1 589 000 (12,3%) |               |
| 31        | 68        | «Ochenta y tantos»                 | 13 de abril de 2007      | 1 148 000 (6,9%)  |               |
| 32        | 69        | «San Francisco»                    | 20 de abril de 2007      | 1 496 000 (8,9%)  |               |
| 33        | 70        | «Bagdad»                           | 27 de abril de 2007      | 1 324 000 (8,3%)  |               |
| 34        | 71        | «Ayuntamiento»                     | 4 de mayo de 2007        | 1 639 000 (10,1%) |               |
| 35        | 72        | «La frontera»                      | 11 de mayo de 2007       | 1 431 000 (9,6%)  |               |
| 36        | 73        | «El Raval»                         | 18 de mayo de 2007       | 1 540 000 (10,3%) |               |
| 37        | 74        | «Mundo singular»                   | 25 de mayo de 2007       | 1 130 000 (7,5%)  |               |
| 38        | 75        | «Próxima parada»                   | 1 de junio de 2007       | 1 472 000 (10,2%) |               |
| 39        | 76        | «La Alpujarra»                     | 8 de junio de 2007       | 1 331 000 (9,6%)  |               |
| 40        | 77        | «La Almadraba»                     | 15 de junio de 2007      | 1 320 000 (9,0%)  |               |
| 41        | 78        | «Triana»                           | 22 de junio de 2007      | 1 214 000 (9,2%)  |               |
| 42        | 79        | «Vecinos»                          | 29 de junio de 2007      | 1 186 000 (10,0%) |               |
| 43        | 80        | «El ruedo»                         | 6 de julio de 2007       | 1 194 000 (9,9%)  |               |
| 44        | 81        | «San Fermín»                       | 13 de julio de 2007      | 1 174 000 (10,1%) |               |

### Temporada 3
| N.º Serie | N.º Temp. | Título                    | Fecha de emisión         | Audiencia         | Clasificación |
| --------- | --------- | ------------------------- | ------------------------ | ----------------- | ------------- |
| 1         | 82        | «Mediterráneo»            | 14 de septiembre de 2007 | 1 143 000 (8,4%)  |               |
| 2         | 83        | «El Vacie»                | 21 de septiembre de 2007 | 1 481 000 (9,7%)  |               |
| 3         | 84        | «Fiebre animal»           | 28 de septiembre de 2007 | 1 447 000 (9,3%)  |               |
| 4         | 85        | «A la cola»               | 5 de octubre de 2007     | 1 782 000 (10,9%) |               |
| 5         | 86        | «Gran vía»                | 12 de octubre de 2007    | 1 196 000 (8,2%)  |               |
| 6         | 87        | «Polígonos»               | 19 de octubre de 2007    | 1 562 000 (9,4%)  |               |
| 7         | 88        | «Huéspedes»               | 2 de noviembre de 2007   | 1 186 000 (7,6%)  |               |
| 8         | 89        | «Expropiados»             | 9 de noviembre de 2007   | 1 451 000 (8,7%)  |               |
| 9         | 90        | «Comida basura»           | 16 de noviembre de 2007  | 2 239 000 (13,1%) |               |
| 10        | 91        | «Cuatro santos»           | 23 de noviembre de 2007  | 1 878 000 (11,1%) |               |
| 11        | 92        | «El Cabanyal»             | 30 de noviembre de 2007  | 1 644 000 (9,8%)  |               |
| 12        | 93        | «Casas de cine»           | 7 de diciembre de 2007   | 1 483 000 (9,6%)  |               |
| 13        | 94        | «A la calle»              | 14 de diciembre de 2007  | 1 531 000 (9,4%)  |               |
| 14        | 95        | «Falso»                   | 21 de diciembre de 2007  | 1 531 000 (9,5%)  |               |
| 15        | 96        | «Samaritanos»             | 28 de diciembre de 2007  | 1 432 000 (8,6%)  |               |
| 16        | 97        | «Enero cuesta»            | 4 de enero de 2008       | 1 749 000 (9,9%)  |               |
| 17        | 98        | «Los Junquillos»          | 11 de enero de 2008      | 2 001 000 (11,1%) |               |
| 18        | 99        | «Razón de peso»           | 18 de enero de 2008      | 1 782 000 (10,2%) |               |
| 19        | 100       | «Los pajaritos»           | 25 de enero de 2008      | 1 799 000 (10,3%) |               |
| 20        | 101       | «Estrellas fugaces»       | 1 de febrero de 2008     | 1 708 000 (9,8%)  |               |
| 21        | 102       | «Inquilinos»              | 8 de febrero de 2008     | 1 970 000 (11,5%) |               |
| 22        | 103       | «Moteros»                 | 15 de febrero de 2008    | 1 756 000 (10,4%) |               |
| 23        | 104       | «Penamoa»                 | 22 de febrero de 2008    | 1 835 000 (10,8%) |               |
| 24        | 105       | «El Salobral»             | 23 de febrero de 2008    | 1 507 000 (9,0%)  |               |
| 25        | 106       | «Casas de chapa»          | 29 de febrero de 2008    | 1 708 000 (10,3%) |               |
| 26        | 107       | «Meretrices»              | 7 de marzo de 2008       | 2 032 000 (11,9%) |               |
| 27        | 108       | «Lo campano»              | 14 de marzo de 2008      | 1 569 000 (9,8%)  |               |
| 28        | 109       | «Palacios»                | 21 de marzo de 2008      | 1 555 000 (11,6%) |               |
| 29        | 110       | «Guadalquivir»            | 28 de marzo de 2008      | 1 590 000 (9,7%)  |               |
| 30        | 111       | «Baja la vivienda»        | 4 de abril de 2008       | 1 956 000 (12,0%) |               |
| 31        | 112       | «Cuestión de estética»    | 11 de abril de 2008      | 1 597 000 (9,8%)  |               |
| 32        | 113       | «Casa de campo»           | 18 de abril de 2008      | 2 220 000 (13,5%) |               |
| 33        | 114       | «¿Dónde estará mi carro?» | 25 de abril de 2008      | 1 913 000 (12,1%) |               |
| 34        | 115       | «Casco Vello»             | 2 de mayo de 2008        | 1 499 000 (10,3%) |               |
| 35        | 116       | «El camino»               | 9 de mayo de 2008        | 1 544 000 (9,4%)  |               |
| 36        | 117       | «El Puche»                | 16 de mayo de 2008       | 1 647 000 (10,3%) |               |
| 37        | 118       | «No es justo»             | 23 de mayo de 2008       | 1 384 000 (8,7%)  |               |
| 38        | 119       | «Fe ciega»                | 30 de mayo de 2008       | 1 281 000 (8,1%)  |               |

### Temporada 4
| N.º Serie | N.º Temp. | Título                 | Fecha de emisión         | Audiencia         | Clasificación |
| --------- | --------- | ---------------------- | ------------------------ | ----------------- | ------------- |
| 1         | 120       | «Vecinos y parientes»  | 12 de septiembre de 2008 | 1 702 000 (11,9%) |               |
| 2         | 121       | «Cartuja y Almanjáyar» | 19 de septiembre de 2008 | 1 788 000 (12,4%) |               |
| 3         | 122       | «Vivir con 400»        | 26 de septiembre de 2008 | 1 688 000 (11,0%) |               |
| 4         | 123       | «Sexo libre»           | 3 de octubre de 2008     | 1 822 000 (14,4%) |               |
| 5         | 124       | «Puerta del Sol»       | 10 de octubre de 2008    | 1 907 000 (11,6%) |               |
| 6         | 125       | «Puerto de Algeciras»  | 17 de octubre de 2008    | 1 913 000 (11,3%) |               |
| 7         | 126       | «Ladrillos rotos»      | 31 de octubre de 2008    | 2 160 000 (12,7%) |               |
| 8         | 127       | «La Ribera»            | 31 de octubre de 2008    | 2 249 000 (13,8%) |               |
| 9         | 128       | «Trapicheos»           | 7 de noviembre de 2008   | 2 416 000 (14,3%) |               |
| 10        | 129       | «Armas»                | 10 de noviembre de 2008  | 1 934 000 (11,5%) |               |
| 11        | 130       | «Áticos con vistas»    | 17 de noviembre de 2008  | 2 382 000 (14,2%) |               |
| 12        | 131       | «Las 1000 viviendas»   | 28 de noviembre de 2008  | 2 027 000 (11,6%) |               |
| 13        | 132       | «Segunda mano»         | 5 de diciembre de 2008   | 2 062 000 (12,3%) |               |
| 14        | 133       | «La Rambla»            | 12 de diciembre de 2008  | 2 057 000 (12,3%) |               |
| 15        | 134       | «El rastro»            | 19 de diciembre de 2008  | 1 889 000 (11,6%) |               |
| 16        | 135       | «Vidas consagradas»    | 26 de diciembre de 2008  | 1 696 000 (9,5%)  |               |
| 17        | 136       | «Locos por el coche»   | 2 de enero de 2009       | 1 385 000 (7,8%)  |               |
| 18        | 137       | «Enero a cuestas»      | 9 de enero de 2009       | 2 403 000 (12,9%) |               |
| 19        | 138       | «La chanca»            | 16 de enero de 2009      | 2 208 000 (12,3%) |               |
| 20        | 139       | «Sin lincencia»        | 23 de enero de 2009      | 2 033 000 (11,2%) |               |
| 21        | 140       | «Los Cañada»           | 3 de febrero de 2009     | 2 455 000 (14,1%) |               |
| 22        | 141       | «Los Vikingos»         | 6 de febrero de 2009     | 2 582 000 (14,5%) |               |
| 23        | 142       | «Alquilado»            | 13 de febrero de 2009    | 2 766 000 (15,3%) |               |
| 24        | 143       | «Desengaño»            | 20 de febrero de 2009    | 2 005 000 (11,1%) |               |
| 25        | 144       | «Apuntalados»          | 27 de febrero de 2009    | 2 212 000 (13,0%) |               |
| 26        | 145       | «Sierra Nevada»        | 6 de marzo de 2009       | 2 079 000 (11,7%) |               |
| 27        | 146       | «Chabola capital»      | 13 de marzo de 2009      | 2 425 000 (14,7%) |               |
| 28        | 147       | «A mi manera»          | 20 de marzo de 2009      | 2 724 000 (16,8%) |               |
| 29        | 148       | «El charco de la Pava» | 27 de marzo de 2009      | 2 697 000 (16,0%) |               |
| 30        | 149       | «Los 600»              | 2 de abril de 2009       | 2 242 000 (13,3%) |               |
| 31        | 150       | «Más de un millón»     | 10 de abril de 2009      | 1 676 000 (12,0%) |               |
| 32        | 151       | «25 el completo»       | 17 de abril de 2009      | 2 185 000 (12,4%) |               |
| 33        | 152       | «Plaza alta»           | 24 de abril de 2009      | 2 394 000 (14,4%) |               |
| 34        | 153       | «Bancos con interés»   | 1 de mayo de 2009        | 1 767 000 (11,5%) |               |
| 35        | 154       | «La Barceloneta»       | 8 de mayo de 2009        | 2 305 000 (13,9%) |               |
| 36        | 155       | «Más por menos»        | 15 de mayo de 2009       | 2 426 000 (15,5%) |               |
| 37        | 156       | «La Manga»             | 22 de mayo de 2009       | 2 468 000 (15,9%) |               |
| 38        | 157       | «Puente de Triana»     | 29 de mayo de 2009       | 2 059 000 (13,3%) |               |
| 39        | 158       | «Marbella»             | 5 de junio de 2009       | 2 558 000 (16,4%) |               |
| 40        | 159       | «Cuerpo a cuerpo»      | 12 de junio de 2009      | 2 126 000 (15,0%) |               |
| 41        | 160       | «Espíritu santo»       | 19 de junio de 2009      | 1 699 000 (12,3%) |               |
| 42        | 161       | «El chiringuito»       | 26 de junio de 2009      | 2 038 000 (14,6%) |               |
| 43        | 162       | «Camino a Santiago»    | 3 de julio de 2009       | 1 627 000 (12,9%) |               |
| 44        | 163       | «Boda gitana»          | 10 de julio de 2009      | 1 549 000 (13,0%) |               |
| 45        | 164       | «Piscinas»             | 17 de julio de 2009      | 1 768 000 (14,2%) |               |

### Temporada 5
| N.º Serie | N.º Temp. | Título                    | Fecha de emisión         | Audiencia         | Clasificación |
| --------- | --------- | ------------------------- | ------------------------ | ----------------- | ------------- |
| 1         | 165       | «Algameca chica»          | 4 de septiembre de 2009  | 1 475 000 (11,4%) |               |
| 2         | 166       | «Vacaciones en Conil»     | 8 de septiembre de 2009  | 1 763 000 (11,1%) |               |
| 3         | 167       | «Cuevas de Palma»         | 25 de septiembre de 2009 | 1 650 000 (10,6%) |               |
| 4         | 168       | «Agentes»                 | 3 de octubre de 2009     | 1 939 000 (12,2%) |               |
| 5         | 169       | «Calle Serrano»           | 9 de octubre de 2009     | 1 981 000 (12,4%) |               |
| 6         | 170       | «O.V.N.I»                 | 16 de octubre de 2009    | 1 726 000 (10,2%) |               |
| 7         | 171       | «El Torrejón»             | 23 de octubre de 2009    | 2 129 000 (12,4%) |               |
| 8         | 172       | «Hotel»                   | 30 de octubre de 2009    | 1 848 000 (11,2%) |               |
| 9         | 173       | «Chunguitos y familia»    | 6 de noviembre de 2009   | 1 737 000 (10,1%) |               |
| 10        | 174       | «Gratis»                  | 13 de noviembre de 2009  | 1 696 000 (10,0%) |               |
| 11        | 175       | «Rochelambert»            | 20 de noviembre de 2009  | 1 611 000 (9,4%)  |               |
| 12        | 176       | «Casas rotas»             | 27 de noviembre de 2009  | 1 726 000 (10,1%) |               |
| 13        | 177       | «¡Vivan los novios!»      | 4 de diciembre de 2009   | 1 694 000 (9,9%)  |               |
| 14        | 178       | «Eterna juventud»         | 11 de diciembre de 2009  | 1 776 000 (12,4%) |               |
| 15        | 179       | «La paz y la fama»        | 18 de diciembre de 2009  | 1 809 000 (10,4%) |               |
| 16        | 180       | «Vacaciones en Andorra»   | 25 de diciembre de 2009  | 1 612 000 (9,1%)  |               |
| 17        | 181       | «Torres y cúpulas»        | 1 de enero de 2010       | 1 522 000 (8,9%)  |               |
| 18        | 182       | «La Moraleja»             | 1 de enero de 2010       | 2 542 000 (14,0%) |               |
| 19        | 183       | «El gancho»               | 8 de enero de 2010       | 1 842 000 (9,7%)  |               |
| 20        | 184       | «Adrenalina»              | 15 de enero de 2010      | 1 193 000 (6,3%)  |               |
| 21        | 185       | «Agentes de Murcia»       | 22 de enero de 2010      | 1 607 000 (8,7%)  |               |
| 22        | 186       | «Se liquida»              | 29 de enero de 2010      | 1 607 000 (10,0%) |               |
| 23        | 187       | «La caída de los Ángeles» | 5 de febrero de 2010     | 1 601 000 (9,3%)  |               |
| 24        | 188       | «Los asperones»           | 12 de febrero de 2010    | 1 388 000 (7,2%)  |               |
| 25        | 189       | «Socorro»                 | 19 de febrero de 2010    | 1 645 000 (8,9%)  |               |
| 26        | 190       | «Silencio»                | 26 de febrero de 2010    | 1 610 000 (8,9%)  |               |
| 27        | 191       | «Valle de Jinamar»        | 5 de marzo de 2010       | 1 826 000 (10,3%) |               |
| 28        | 192       | «Agentes de Cádiz»        | 12 de marzo de 2010      | 1 860 000 (10,3%) |               |
| 29        | 193       | «Somos callejeros»        | 26 de marzo de 2010      | 1 932 000 (12,1%) |               |
| 30        | 194       | «Todo por la fama»        | 2 de abril de 2010       | 854 000 (6,5%)    |               |
| 31        | 195       | «Sexo a 200»              | 9 de abril de 2010       | 1 567 000 (9,2%)  |               |
| 32        | 196       | «Casa y jardín»           | 16 de abril de 2010      | 1 368 000 (7,5%)  |               |
| 33        | 197       | «Problemas de vecinos»    | 23 de abril de 2010      | 1 365 000 (8,2%)  |               |
| 34        | 198       | «El Carmen»               | 30 de abril de 2010      | 1 394 000 (8,6%)  |               |
| 35        | 199       | «Cunetas»                 | 7 de mayo de 2010        | 1 688 000 (10,0%) |               |
| 36        | 200       | «Striptease»              | 14 de mayo de 2010       | 1 438 000 (8,4%)  |               |
| 37        | 201       | «Las domingueras»         | 21 de mayo de 2010       | 1 586 000 (10,1%) |               |
| 38        | 202       | «Bares»                   | 28 de mayo de 2010       | 1 521 000 (9,5%)  |               |
| 39        | 203       | «La Isleta»               | 4 de junio de 2010       | 1 379 000 (9,4%)  |               |
| 40        | 204       | «Patada en la puerta»     | 11 de junio de 2010      | 1 318 000 (8,3%)  |               |
| 41        | 205       | «La Albufera»             | 18 de junio de 2010      | 1 309 000 (8,3%)  |               |
| 42        | 206       | «Benidorm»                | 25 de junio de 2010      | 1 389 000 (8,6%)  |               |
| 43        | 207       | «Preciados»               | 2 de julio de 2010       | 1 643 000 (11,6%) |               |
| 44        | 208       | «Vidas de ricos»          | 9 de julio de 2010       | 1 187 000 (10,7%) |               |
| 45        | 209       | «Roja pasión»             | 9 de julio de 2010       | 1 254 000 (9,8%)  |               |
| 46        | 210       | «Alquiler de verano»      | 16 de julio de 2010      | 1 238 000 (10,6%) |               |
| 47        | 211       | «Despeñaperros»           | 23 de julio de 2010      | 1 294 000 (10,7%) |               |

### Temporada 6
| N.º Serie | N.º Temp. | Título                    | Fecha de emisión         | Audiencia         | Clasificación |
| --------- | --------- | ------------------------- | ------------------------ | ----------------- | ------------- |
| 1         | 212       | «Casas con piscina»       | 10 de septiembre de 2010 | 1 345 000 (9,6%)  |               |
| 2         | 213       | «Bajo de guía»            | 17 de septiembre de 2010 | 1 570 000 (9,7%)  |               |
| 3         | 214       | «El Pardo»                | 24 de septiembre de 2010 | 1 349 000 (8,2%)  |               |
| 4         | 215       | «Poblado de Guadarrama»   | 1 de octubre de 2010     | 1 235 000 (7,4%)  |               |
| 5         | 216       | «Bares de Sevilla»        | 8 de octubre de 2010     | 1 077 000 (6,0%)  |               |
| 6         | 217       | «60 el gramo»             | 15 de octubre de 2010    | 1 366 000 (7,8%)  |               |
| 7         | 218       | «La Corta»                | 22 de octubre de 2010    | 1 217 000 (6,9%)  |               |
| 8         | 219       | «Artistas»                | 20 de octubre de 2010    | 1 223 000 (7,1%)  |               |
| 9         | 220       | «Zona hermética»          | 5 de noviembre de 2010   | 1 732 000 (10,0%) |               |
| 10        | 221       | «Edificios singulares»    | 26 de noviembre de 2010  | 1 594 000 (8,7%)  |               |
| 11        | 222       | «Atocha»                  | 31 de noviembre de 2010  | 1 788 000 (9,9%)  |               |
| 12        | 223       | «La mina»                 | 10 de diciembre de 2010  | 1 748 000 (9,6%)  |               |
| 13        | 224       | «Chicas de discoteca»     | 17 de diciembre de 2010  | 1 552 000 (8,9%)  |               |
| 14        | 225       | «Bares de Barcelona»      | 7 de enero de 2011       | 1 312 000 (7,1%)  |               |
| 15        | 226       | «Taxi»                    | 14 de enero de 2011      | 1 509 000 (8,1%)  |               |
| 16        | 227       | «Pasea por la Castellana» | 21 de enero de 2011      | 1 709 000 (8,9%)  |               |
| 17        | 228       | «Dos mundos»              | 28 de enero de 2011      | 1 724 000 (9,0%)  |               |
| 18        | 229       | «La Calle Sierpes»        | 4 de febrero de 2011     | 1 544 000 (8,4%)  |               |
| 19        | 230       | «Por obra de arte»        | 11 de febrero de 2011    | 1 000 000 (5,2%)  |               |
| 20        | 231       | «La Junquera»             | 18 de febrero de 2011    | 1 375 000 (9,7%)  |               |
| 21        | 232       | «Caída libre»             | 25 de febrero de 2011    | 998 000 (7,7%)    |               |
| 22        | 233       | «Bares de Gran Canaria»   | 4 de marzo de 2011       | 1 132 000 (7,6%)  |               |
| 23        | 234       | «Monumentos con interés»  | 18 de marzo de 2011      | 1 572 000 (11,9%) |               |
| 24        | 235       | «Menú de crisis»          | 25 de marzo de 2011      | 1 295 000 (9,1%)  |               |
| 25        | 236       | «Calle Goya»              | 1 de abril de 2011       | 1 132 000 (8,5%)  |               |
| 26        | 237       | «Pasión animal»           | 8 de abril de 2011       | 1 343 000 (10,0%) |               |
| 27        | 238       | «Plata y Castañar»        | 15 de abril de 2011      | 1 286 000 (9,9%)  |               |
| 28        | 239       | «Más de 1000 euros»       | 22 de abril de 2011      | 1 110 000 (7,7%)  |               |
| 29        | 240       | «Mayordomos»              | 29 de abril de 2011      | 1 252 000 (8,7%)  |               |
| 30        | 241       | «Módulos»                 | 6 de mayo de 2011        | 1 511 000 (10,6%) |               |
| 31        | 242       | «La ruta de la droga»     | 13 de mayo de 2011       | 1 434 000 (10,3%) |               |
| 32        | 243       | «Plaza Mayor»             | 20 de mayo de 2011       | 1 153 000 (7,0%)  |               |
| 33        | 244       | «Sexo sin tocar»          | 27 de mayo de 2011       | 1 231 000 (14,3%) |               |
| 34        | 245       | «Parques con interés»     | 3 de junio de 2011       | 945 000 (5,7%)    |               |
| 35        | 246       | «Inventos»                | 10 de junio de 2011      | 1 189 000 (7,2%)  |               |
| 36        | 247       | «Ventas de carretera»     | 17 de junio de 2011      | 1 024 000 (6,5%)  |               |
| 37        | 248       | «Casas con terraza»       | 24 de junio de 2011      | 847 000 (6,1%)    |               |
| 38        | 249       | «Cinco estrellas»         | 1 de julio de 2011       | 921 000 (7,7%)    |               |
| 39        | 250       | «Bares de Cádiz»          | 8 de julio de 2011       | 912 000 (7,5%)    |               |
| 40        | 251       | «Camela»                  | 15 de julio de 2011      | 805 000 (7,0%)    |               |
| 41        | 252       | «Camping y playas»        | 22 de julio de 2011      | 917 000 (8,0%)    |               |
| 42        | 253       | «Torrevieja»              | 29 de julio de 2011      | 753 000 (7,7%)    |               |
| 43        | 254       | «Casas de antes»          | 5 de agosto de 2011      | 780 000 (7,4%)    |               |
| 44        | 255       | «Agua dulce»              | 12 de agosto de 2011     | 812 000 (7,1%)    |               |

### Temporada 7
| N.º Serie | N.º Temp. | Título                         | Fecha de emisión         | Audiencia         | Clasificación |
| --------- | --------- | ------------------------------ | ------------------------ | ----------------- | ------------- |
| 1         | 256       | «Isla Cristina»                | 2 de septiembre de 2011  | 849 000 (7,3%)    |               |
| 2         | 257       | «Plaza de España»              | 9 de septiembre de 2011  | 792 000 (5,5%)    |               |
| 3         | 258       | «Poligoneros»                  | 16 de septiembre de 2011 | 1 001 000 (6,6%)  |               |
| 4         | 259       | «En negro»                     | 23 de septiembre de 2011 | 1 092 000 (6,7%)  |               |
| 5         | 260       | «Septiembre a cuestas»         | 30 de septiembre de 2011 | 1 149 000 (6,6%)  |               |
| 6         | 261       | «Desahucios»                   | 7 de octubre de 2011     | 1 633 000 (12,2%) |               |
| 7         | 262       | «Torreblanca»                  | 14 de octubre de 2011    | 1 220 000 (8,9%)  |               |
| 8         | 263       | «Pedralbes»                    | 21 de octubre de 2011    | 997 000 (7,4%)    |               |
| 9         | 264       | «Apretarse el cinturón»        | 28 de octubre de 2011    | 1 066 000 (7,7%)  |               |
| 10        | 265       | «Barriada de José Antonio»     | 4 de noviembre de 2011   | 668 000 (7,2%)    |               |
| 11        | 266       | «Al aire libre»                | 11 de noviembre de 2011  | 1 054 000 (7,2%)  |               |
| 12        | 267       | «La banda del parque»          | 18 de noviembre de 2011  | 965 000 (6,4%)    |               |
| 13        | 268       | «Al ladrón»                    | 25 de noviembre de 2011  | 1 059 000 (7,8%)  |               |
| 14        | 269       | «Fin de fiesta»                | 7 de enero de 2011       | 817 000 (6,4%)    |               |
| 15        | 270       | «Guardia de noche»             | 9 de diciembre de 2011   | 1 408 000 (7,9%)  |               |
| 16        | 271       | «Okupación por desahucios»     | 16 de diciembre de 2011  | 987 000 (5,6%)    |               |
| 17        | 272       | «La terminal»                  | 23 de diciembre de 2011  | 998 000 (5,5%)    |               |
| 18        | 273       | «Polito y familia»             | 30 de diciembre de 2011  | 696 000 (5,2%)    |               |
| 19        | 274       | «Puerta con puerta»            | 6 de enero de 2012       | 614 000 (5,2%)    |               |
| 20        | 275       | «A mí no me pagan»             | 13 de enero de 2012      | 823 000 (5,9%)    |               |
| 21        | 276       | «Me han robado»                | 20 de enero de 2012      | 993 000 (6,8%)    |               |
| 22        | 277       | «Números rojos»                | 27 de enero de 2012      | 1 153 000 (9,2%)  |               |
| 23        | 278       | «Infieles»                     | 3 de febrero de 2012     | 1 292 000 (9,0%)  |               |
| 24        | 279       | «El Saladillo»                 | 10 de febrero de 2012    | 1 397 000 (9,4%)  |               |
| 25        | 280       | «Casas de cartón»              | 17 de febrero de 2012    | 1 363 000 (9,6%)  |               |
| 26        | 281       | «¿Sanidad enferma?»            | 24 de febrero de 2012    | 1 263 000 (8,6%)  |               |
| 27        | 282       | «Señora prostituta»            | 2 de marzo de 2012       | 1 548 000 (10,8%) |               |
| 28        | 283       | «Casa en alquiler»             | 19 de marzo de 2012      | 1 058 000 (7,7%)  |               |
| 29        | 284       | «El Príncipe Alfonso»          | 16 de marzo de 2012      | 1 014 000 (7,4%)  |               |
| 30        | 285       | «Empleados del hogar»          | 23 de marzo de 2012      | 1 117 000 (7,9%)  |               |
| 31        | 286       | «Vendo mi casa»                | 6 de abril de 2012       | 1 065 000 (8,0%)  |               |
| 32        | 287       | «Añaza»                        | 13 de abril de 2012      | 1 092 000 (7,4%)  |               |
| 33        | 288       | «Tomárselo a pecho»            | 20 de abril de 2012      | 1 339 000 (9,1%)  |               |
| 34        | 289       | «Madame»                       | 27 de abril de 2012      | 1 116 000 (8,2%)  |               |
| 35        | 290       | «Enganchados al sexo»          | 11 de mayo de 2012       | 970 000 (5,9%)    |               |
| 36        | 291       | «Aquí hay droga»               | 18 de mayo de 2012       | 721 000 (7,5%)    |               |
| 37        | 292       | «Prostitutas de Barcelona»     | 25 de mayo de 2012       | 755 000 (7,5%)    |               |
| 38        | 293       | «Millonarios en crisis»        | 1 de junio de 2012       | 731 000 (8,8%)    |               |
| 39        | 294       | «Rumbo a Montmeló»             | 8 de junio de 2012       | 520 000 (5,3%)    |               |
| 40        | 295       | «La reina del Raval»           | 15 de junio de 2012      | 694 000 (7,1%)    |               |
| 41        | 296       | «Rubias y morenas»             | 22 de junio de 2012      | 795 000 (8,5%)    |               |
| 42        | 297       | «Área de descanso»             | 29 de junio de 2012      | 534 000 (6,3%)    |               |
| 43        | 298       | «La Navidad, barrio de Huelva» | 6 de julio de 2012       | 499 000 (6,5%)    |               |
| 44        | 299       | «Paseo marítimo»               | 13 de julio de 2012      | 552 000 (6,9%)    |               |

### Temporada 8
| N.º Serie | N.º Temp. | Título                       | Fecha de emisión         | Audiencia         | Clasificación |
| --------- | --------- | ---------------------------- | ------------------------ | ----------------- | ------------- |
| 1         | 300       | «Vacaciones en Gandía»       | 7 de septiembre de 2012  | 650 000 (5,3%)    |               |
| 2         | 301       | «Prostitución por crisis»    | 21 de septiembre de 2012 | 1 129 000 (6,9%)  |               |
| 3         | 302       | «A estrenar»                 | 28 de septiembre de 2012 | 780 000 (5,0%)    |               |
| 4         | 303       | «Por un jornal»              | 12 de octubre de 2012    | 854 000 (5,6%)    |               |
| 5         | 304       | «Orden de alejamiento»       | 19 de octubre de 2012    | 1 065 000 (7,2%)  |               |
| 6         | 305       | «Policías locales»           | 26 de octubre de 2012    | 1 229 000 (8,1%)  |               |
| 7         | 306       | «Parejas en paro»            | 2 de octubre de 2012     | 1 077 000 (6,6%)  |               |
| 8         | 307       | «Paso hambre»                | 9 de noviembre de 2012   | 1 396 000 (8,8%)  |               |
| 9         | 308       | «Atraco»                     | 16 de noviembre de 2012  | 1 216 000 (7,7%)  |               |
| 10        | 309       | «Prostitución universitaria» | 23 de noviembre de 2012  | 1 022 000 (6,5%)  |               |
| 11        | 310       | «San Lázaro»                 | 7 de diciembre de 2012   | 979 000 (6,1%)    |               |
| 12        | 311       | «Taxi de noche»              | 14 de diciembre de 2012  | 1 025 000 (6,3%)  |               |
| 13        | 312       | «Mariscadores»               | 21 de diciembre de 2012  | 997 000 (6,5%)    |               |
| 14        | 313       | «Buenos corazones»           | 28 de diciembre de 2012  | 938 000 (6,0%)    |               |
| 15        | 314       | «Mi mascota y yo»            | 4 de enero de 2013       | 831 000 (5,5%)    |               |
| 16        | 315       | «Sexo a las afueras»         | 11 de enero de 2013      | 1 036 000 (6,3%)  |               |
| 17        | 316       | «Hijos de la crisis»         | 18 de enero de 2013      | 1 567 000 (10,0%) |               |
| 18        | 317       | «Tetes y tetas»              | 25 de enero de 2013      | 1 541 000 (9,8%)  |               |
| 19        | 318       | «Urge venta»                 | 8 de febrero de 2013     | 1 082 000 (6,6%)  |               |
| 20        | 319       | «Tengo frío»                 | 15 de febrero de 2013    | 1 104 000 (7,1%)  |               |
| 21        | 320       | «Belleza de bisturí»         | 22 de febrero de 2013    | 1 034 000 (6,4%)  |               |
| 22        | 321       | «Duermo donde puedo»         | 1 de marzo de 2013       | 1 174 000 (7,4%)  |               |
| 23        | 322       | «Se liquida lujo»            | 8 de marzo de 2013       | 679 000 (4,9%)    |               |
| 24        | 323       | «Mossos de Esquadra»         | 15 de marzo de 2013      | 991 000 (7,1%)    |               |
| 25        | 324       | «Riesgo de accidente»        | 22 de marzo de 2013      | 1 069 000 (7,0%)  |               |
| 26        | 325       | «Cuerpo a tierra»            | 29 de marzo de 2013      | 577 000 (4,4%)    |               |
| 27        | 326       | «Policías de paisano»        | 5 de abril de 2013       | 1 197 000 (7,9%)  |               |
| 28        | 327       | «No cuesta nada»             | 12 de abril de 2013      | 676 000 (5,2%)    |               |
| 29        | 328       | «Se vende oro»               | 19 de abril de 2013      | 976 000 (6,7%)    |               |
| 30        | 329       | «Dependientes»               | 26 de abril de 2013      | 338 000 (4,1%)    |               |
| 31        | 330       | «Acción policial»            | 3 de mayo de 2013        | 329 000 (3,7%)    |               |
| 32        | 331       | «Menores en riesgo»          | 10 de mayo de 2013       | 647 000 (5,8%)    |               |
| 33        | 332       | «Tensión en Melilla»         | 17 de mayo de 2013       | 505 000 (3,2%)    |               |
| 34        | 333       | «Esta es mi esquina»         | 31 de mayo de 2013       | 717 000 (7,0%)    |               |
| 35        | 334       | «La Fábrica»                 | 7 de junio de 2013       | 737 000 (8,0%)    |               |
| 36        | 335       | «Adiós a la Fábrica»         | 14 de junio de 2013      | 521 000 (6,1%)    |               |
| 37        | 336       | «Carteristas»                | 21 de junio de 2013      | 581 000 (7,0%)    |               |
| 38        | 337       | «Ibiza caliente»             | 5 de julio de 2013       | 800 000 (6,1%)    |               |
| 39        | 338       | «Gran Canaria al límite»     | 12 de julio de 2013      | 694 000 (5,5%)    |               |
| 40        | 339       | «Nacional 340»               | 19 de julio de 2013      | 441 000 (4,5%)    |               |

### Temporada 9
| N.º Serie | N.º Temp. | Título                                             | Fecha de emisión         | Audiencia        | Clasificación |
| --------- | --------- | -------------------------------------------------- | ------------------------ | ---------------- | ------------- |
| 1         | 340       | «Peristas»                                         | 13 de septiembre de 2013 | 715 000 (5,2%)   |               |
| 2         | 341       | «Prostitución en la Costa del Sol»                 | 27 de septiembre de 2013 | 700 000 (5,8%)   |               |
| 3         | 342       | «Mendigos de la crisis»                            | 4 de octubre de 2013     | 579 000 (4,7%)   |               |
| 4         | 343       | «Los Pitufos»                                      | 11 de octubre de 2013    | 871 000 (6,8%)   |               |
| 5         | 344       | «Niños con hambre (especial Hambre en España)»     | 25 de octubre de 2013    | 1 045 000 (7,2%) |               |
| 6         | 345       | «La comida no se tira (especial Hambre en España)» | 25 de octubre de 2013    | 792 000 (8,1%)   |               |
| 7         | 346       | «¡Que despilfarro! (especial Hambre en España)»    | 1 de noviembre de 2013   | 737 000 (5,9%)   |               |
| 8         | 347       | «El club de la lucha»                              | 8 de noviembre de 2013   | 629 000 (5,1%)   |               |
| 9         | 348       | «Ordeno y multo»                                   | 15 de noviembre de 2013  | 560 000 (4,4%)   |               |
| 10        | 349       | «Robos con violencia (especial Robos en España)»   | 17 de noviembre de 2013  | 750 000 (3,6%)   |               |
| 11        | 350       | «Más triste es robar (especial Robos en España)»   | 22 de noviembre de 2013  | 816 000 (6,3%)   |               |
| 12        | 351       | «Timos y estafas (especial Robos en España)»       | 29 de noviembre de 2013  | 598 000 (7,7%)   |               |
| 13        | 352       | «Ajuntaoras»                                       | 6 de diciembre de 2013   | 822 000 (6,3%)   |               |
| 14        | 353       | «Malasaña»                                         | 13 de diciembre de 2013  | 642 000 (4,9%)   |               |
| 15        | 354       | «Perros peligrosos»                                | 20 de diciembre de 2013  | 333 000 (4,7%)   |               |
| 16        | 355       | «Inocentes e indultados (especial Entre rejas)»    | 18 de marzo de 2014      | 752 000 (3,8%)   |               |
| 17        | 356       | «Sueños de libertad (especial Entre rejas)»        | 18 de marzo de 2014      | 779 000 (5,3%)   |               |
| 18        | 357       | «Familia incondicional (especial Entre rejas)»     | 25 de marzo de 2014      | 464 000 (4,4%)   |               |

### Temporada 10
| N.º Serie | N.º Temp. | Título                      | Fecha de emisión        | Audiencia      | Clasificación |
| --------- | --------- | --------------------------- | ----------------------- | -------------- | ------------- |
| 1         | 358       | «Vecinos molestos»          | 6 de marzo de 2024      | 912 000 (8,8%) |               |
| 2         | 359       | «Las 3000 y pico»           | 13 de marzo de 2024     | 709 000 (6,7%) |               |
| 3         | 360       | «Casas de lujo»             | 20 de marzo de 2024     | 705 000 (7,1%) |               |
| 4         | 361       | «Sople, por favor»          | 27 de marzo de 2024     | 598 000 (6,0%) |               |
| 5         | 362       | «Gente singular»            | 3 de abril de 2024      | 576 000 (5,5%) |               |
| 6         | 363       | «Le ley de la frontera»     | 10 de abril de 2024     | 614 000 (6,2%) |               |
| 7         | 364       | «Neveras vacías»            | 17 de abril de 2024     | 520 000 (5,0%) |               |
| 8         | 365       | «Alquileres imposibles»     | 18 de julio de 2024     | 660 000 (7,7%) |               |
| 9         | 366       | «Un día en Benidorm»        | 25 de julio de 2024     | 547 000 (6,7%) |               |
| 10        | 367       | «Campings de playa»         | 1 de agosto de 2024     | 564 000 (6,7%) |               |
| 11        | 368       | «Mi cuerpo tiene un precio» | 8 de agosto de 2024     | 617 000 (7,9%) |               |
| 12        | 369       | «Playas de Murcia»          | 29 de agosto de 2024    | 337 000 (4,2%) |               |
| 13        | 370       | «Fiestas populares»         | 5 de septiembre de 2024 | 400 000 (4,8%) |               |

### Temporada 11
| N.º Serie | N.º Temp. | Título                  | Fecha de emisión        | Audiencia      | Clasificación |
| --------- | --------- | ----------------------- | ----------------------- | -------------- | ------------- |
| 1         | 371       | «Tras la DANA»          | 11 de noviembre de 2024 | 618 000 (7,3%) |               |
| 2         | 372       | «Okupado»               | 18 de noviembre de 2024 | 613 000 (6,9%) |               |
| 3         | 373       | «Las Palmeras»          | 25 de noviembre de 2024 | 628 000 (6,8%) |               |
| 4         | 374       | «Detenido»              | 2 de diciembre de 2024  | 598 000 (6,6%) |               |
| 5         | 375       | «24 horas de fiesta»    | 9 de diciembre de 2024  | 475 000 (5,4%) |               |
| 6         | 376       | «Gente de récord»       | 16 de diciembre de 2024 | 321 000 (3,8%) |               |
| 7         | 377       | «Vida de perros»        | 23 de diciembre de 2024 | 386 000 (4,5%) |               |
| 8         | 378       | «DANA: 60 días después» | 30 de diciembre de 2024 | 709 000 (7,9%) |               |
| 9         | 379       | «Sin dormir»            | 6 de enero de 2025      | 512 000 (5,2%) |               |
| 10        | 380       | «Belleza eterna»        | 13 de enero de 2025     | 561 000 (6,2%) |               |
| 11        | 381       | «Las últimas chabolas»  | 20 de enero de 2025     | 588 000 (6,5%) |               |
| 12        | 382       | «Formas de amar»        | 27 de enero de 2025     | 546 000 (6,1%) |               |
| 13        | 383       | «Más allá del lujo»     | 3 de febrero de 2025    | 535 000 (6,0%) |               |

### Especiales
| N.º Serie | N.º Temp. | Título                       | Fecha de emisión         | Audiencia         | Clasificación |
| --------- | --------- | ---------------------------- | ------------------------ | ----------------- | ------------- |
| 1         | 1         | «Refugiados»                 | 20 de diciembre de 2006  | 538 000 (4,9%)    |               |
| 2         | 2         | «Volver»                     | 4 de abril de 2007       | 1 790 000 (11,9%) |               |
| 3         | 3         | «Bagdad sin censura»         | 7 de mayo de 2007        | 1 717 000 (11,5%) |               |
| 4         | 4         | «En tu casa y en la mía»     | 17 de junio de 2007      | 1 896 000 (13,4%) |               |
| 5         | 5         | «Orgullo gay»                | 28 de junio de 2007      | 992 000 (10,1%)   |               |
| 6         | 6         | «Palma palmilla»             | 26 de octubre de 2007    | 1 757 000 (10,5%) |               |
| 7         | 7         | «Pedir»                      | 1 de enero de 2008       | 1 438 000 (8,1%)  |               |
| 8         | 8         | «Vivir»                      | 19 de marzo de 2008      | 1 974 000 (13,8%) |               |
| 9         | 9         | «A toda costa»               | 22 de mayo de 2008       | 1 689 000 (10,2%) |               |
| 10        | 10        | «Parking, parada y droga»    | 3 de octubre de 2008     | 1 894 000 (11,7%) |               |
| 11        | 11        | «Bajo el puente»             | 25 de diciembre de 2008  | 2 279 000 (13,3%) |               |
| 12        | 12        | «Extralujo»                  | 2 de enero de 2009       | 2 498 000 (14,0%) |               |
| 13        | 13        | «Obra nueva»                 | 26 de abril de 2009      | 1 919 000 (9,8%)  |               |
| 14        | 14        | «Atlántico»                  | 11 de septiembre de 2009 | 1 384 000 (10,2%) |               |
| 15        | 15        | «Tiembla Haití»              | 28 de enero de 2010      | 915 000 (4,5%)    |               |
| 16        | 16        | «Mujeres en la calle»        | 19 de marzo de 2010      | 1 598 000 (9,7%)  |               |
| 17        | 17        | «¡Alto!»                     | 29 de marzo de 2010      | 1 614 000 (9,2%)  |               |
| 18        | 18        | «A bordo»                    | 18 de julio de 2010      | 1 257 000 (9,0%)  |               |
| 19        | 19        | «Sotogrande»                 | 3 de septiembre de 2010  | 1 425 000 (10,8%) |               |
| 20        | 20        | «La cárcel»                  | 12 de noviembre de 2010  | 1 947 000 (12,0%) |               |
| 21        | 21        | «A las puertas de la cárcel» | 12 de noviembre de 2010  | 1 324 000 (13,9%) |               |
| 22        | 22        | «Golpe a golpe»              | 19 de noviembre de 2010  | 1 594 000 (8,7%)  |               |
| 23        | 23        | «Cenamos con Callejeros»     | 24 de diciembre de 2010  | 691 000 (6,4%)    |               |
| 24        | 24        | «Casa y portal»              | 31 de diciembre de 2010  | 514 000 (4,1%)    |               |
| 25        | 25        | «Somosaguas»                 | 31 de diciembre de 2010  | 576 000 (4,4%)    |               |
| 26        | 26        | «¡Frena!»                    | 18 de abril de 2011      | 1 361 000 (7,5%)  |               |
| 27        | 27        | «Profesión prostituta»       | 27 de mayo de 2011       | 1 584 000 (11,0%) |               |
| 28        | 28        | «Las Castillas»              | 2 de septiembre de 2011  | 674 000 (4,6%)    |               |
| 29        | 29        | «¿Malas calles?»             | 4 de octubre de 2011     | 1 281 000 (9,2%)  |               |
| 30        | 30        | «Famosa Nochevieja»          | 31 de diciembre de 2012  | 510 000 (5,2%)    |               |
| 31        | 31        | «Stop»                       | 30 de marzo de 2012      | 1 307 000 (10,0%) |               |
| 32        | 32        | «Guardianes del Estrecho»    | 4 de mayo de 2012        | 1 185 000 (6,9%)  |               |
| 33        | 33        | «Cuerpo Nacional de policía» | 14 de septiembre de 2012 | 1 747 000 (11,9%) |               |
| 34        | 34        | «Sexo juvenil»               | 5 de octubre de 2012     | 540 000 (6,2%)    |               |
| 35        | 35        | «Drogas al volante»          | 30 de noviembre de 2012  | 958 000 (6,3%)    |               |
| 36        | 36        | «Ricos sin crisis»           | 1 de febrero de 2013     | 1 357 000 (8,9%)  |               |
| 37        | 37        | «Después del desahucio»      | 24 de mayo de 2013       | 669 000 (4,1%)    |               |
| 38        | 38        | «Aduanas y fronteras»        | 28 de junio de 2013      | 1 026 000 (7,3%)  |               |
| 39        | 39        | «Sara la Kali»               | 6 de septiembre de 2013  | 892 000 (6,1%)    |               |
| 40        | 40        | «¿Gibraltar español?»        | 18 de octubre de 2013    | 714 000 (5,1%)    |               |

## Audiencias
| Temporada | Temporada | Programas | Estreno                  | Final                   | Audiencia media | Audiencia media | Audiencia media |
| Temporada | Temporada | Programas | Estreno                  | Final                   | Espectadores    | Cuota           |                 |
| --------- | --------- | --------- | ------------------------ | ----------------------- | --------------- | --------------- | --------------- |
|           | 1         | 37        | 11 de noviembre de 2005  | 28 de julio de 2006     | 728 000         | 5,4%            |                 |
|           | 2         | 44        | 8 de septiembre de 2006  | 13 de julio de 2007     | 1 338 000       | 8,7%            |                 |
|           | 3         | 38        | 14 de septiembre de 2007 | 30 de mayo de 2008      | 1 647 000       | 10,1%           |                 |
|           | 4         | 45        | 12 de septiembre de 2008 | 17 de julio de 2009     | 2 101 000       | 13,1%           |                 |
|           | 5         | 47        | 4 de septiembre de 2009  | 23 de julio de 2010     | 1 628 000       | 9,9%            |                 |
|           | 6         | 44        | 10 de septiembre de 2010 | 12 de agosto de 2011    | 1 229 000       | 8,1%            |                 |
|           | 7         | 44        | 2 de septiembre de 2011  | 13 de julio de 2012     | 987 000         | 7,5%            |                 |
|           | 8         | 40        | 21 de septiembre de 2012 | 19 de julio de 2013     | 905 000         | 6,4%            |                 |
|           | 9         | 18        | 13 de septiembre de 2013 | 24 de marzo de 2014     | 699 000         | 5,6%            |                 |
|           | 10        | 13        | 6 de marzo de 2024       | 5 de septiembre de 2024 | 597 000         | 6,4%            |                 |
|           | 11        | 13        | 11 de noviembre de 2024  | 3 de febrero de 2025    | 545 000         | 6,1%            |                 |
| Total     | Total     | 383       | 11 de noviembre de 2005  | —                       | 1 192 000       | 8,1%            |                 |

## Premios y nominaciones
| Premios               | Año  | Categoría                                                                 | Resultado |
| --------------------- | ---- | ------------------------------------------------------------------------- | --------- |
| Premios Iris          | 2006 | Mejor programa documental                                                 | Ganador   |
| Premios Iris          | 2007 | Mejor programa informativo                                                | Ganador   |
| Premios Iris          | 2007 | Mejor dirección: Carolina Cubillo                                         | Ganador   |
| Premios Iris          | 2008 | Mejor programa informativo                                                | Ganador   |
| TP de Oro             | 2006 | Mejor programa de actualidad y reportajes                                 | Ganador   |
| TP de Oro             | 2007 | Mejor programa de actualidad y reportajes                                 | Ganador   |
| TP de Oro             | 2008 | Mejor programa de actualidad y reportajes                                 | Ganador   |
| TP de Oro             | 2009 | Mejor programa de actualidad y reportajes                                 | Ganador   |
| TP de Oro             | 2011 | Mejor programa de actualidad y reportajes                                 | Ganador   |
| Otros Reconocimientos | 2007 | Premio Guardia Civil 2007 como mejor espacio de televisión                | Ganador   |
| Otros Reconocimientos | 2007 | Premio sociedad y riesgos por la Ciutat de Tarragona de Comunicación 2007 | Ganador   |
| Otros Reconocimientos | 2008 | Premios periodísticos de seguridad vial línea directa.                    | Ganador   |
| Premio Ondas          | 2008 | Mejor programa de actualidad o cobertura especial                         | Ganador   |